# Barnabiter
Barnabiter, även känd som Barnabitorden eller Sankt Paulus regularklerker, är en manlig katolsk orden, grundad av Antonio Maria Zaccaria år 1530, särskilt inriktad på predikan, själavård och religiös folklig verksamhet. Namnet har orden fått efter Barnabasklostret i Milano. Ordensmedlemmarna fokuserar sina religiösa studier på de paulinska breven.
Ordens kvinnliga motsvarighet kallas Sankt Paulus angelikaler. Barnabitorden har kloster i Italien, Belgien, Spanien och Sydamerika.